# Paloznak
Paloznak è un comune dell'Ungheria di 401 abitanti (dati 2001). È situato nella contea di Veszprém.